# Атласький Вампір

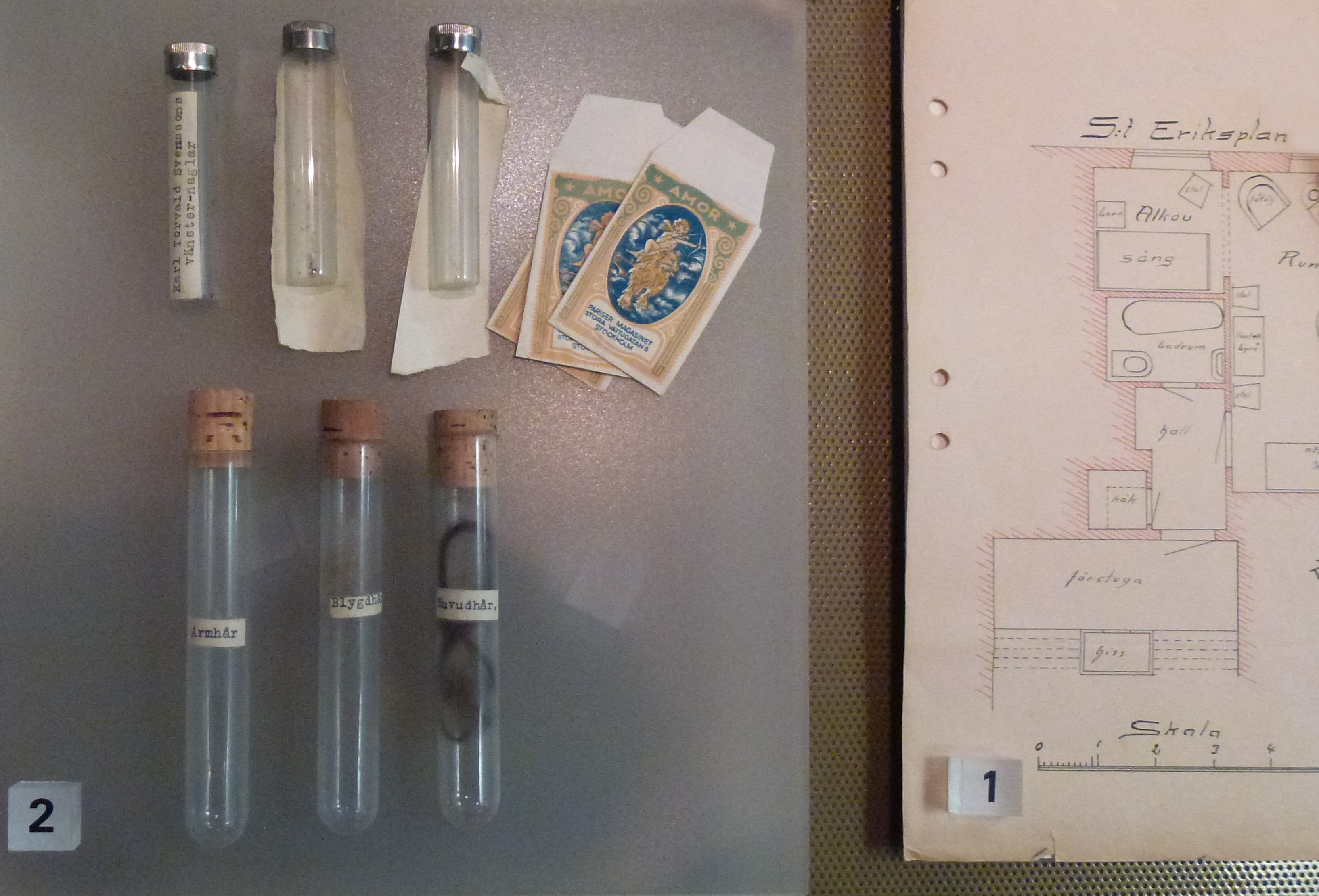
Планування квартири та зразки речових доказів, взяті з місця злочину, виставлені в Музеї поліції Стокгольма

Атласький вампір — умовна назва невідомого злочинця, який скоїв нерозкрите «вбивство вампіра» у Стокгольмі, Швеція. Жертвою стала 31-річна повія Ліллі Ліндестрьом, яку 4 травня 1932 року знайшли мертвою у її квартирі в районі Атлас, поблизу площі Сант-Еріксплан.

## Вбивство
За даними поліції, жінка була мертва вже 2–3 дні до того, як правоохоронці потрапили до її помешкання. Причиною смерті стала травма голови, спричинена ударом тупим предметом. Тіло Ліллі Ліндестрьом лежало повністю оголеним, обличчям донизу, на ліжку. Слідчі встановили, що перед смертю мав місце статевий акт — у її анальному отворі було знайдено презерватив.
Під час огляду місця злочину поліція знайшла соусну ложку. Подальше дослідження показало, що тіло було повністю знекровлено. З огляду на це, виникла версія, що вбивця використовував ложку для пиття крові жертви, що й стало причиною прізвиська «Атласький вампір».

## Розслідування
Правоохоронці допитали кількох клієнтів Ліллі, включно з останнім, якого вона згадувала перед смертю. Однак попри тривале слідство, жодного з підозрюваних не було звинувачено. Через обмеженість криміналістичних технологій того часу, зокрема відсутність ДНК-аналізу, ключові докази не дозволили встановити особу вбивці.
Квартира не мала ознак пограбування або боротьби, що свідчить про можливу довіру між жертвою та нападником.

## Культурний вплив
Ця справа стала предметом численних статей, документальних проєктів, подкастів та книжок. Її іноді порівнюють з іншими нерозкритими справами з елементами вампіризму та канібалізму. У 2007 році шведський музикант Ерік Мальмберг присвятив композицію «Till Minne Av Lilly Lindström!» пам'яті загиблої.
У 2015 році справу було згадано в кількох документальних серіях, зокрема «Swedish Crime Mysteries».

## Стан справи
Станом на 2025 рік справа залишається офіційно нерозкритою. Вона продовжує викликати інтерес серед дослідників криміналістики, істориків та любителів містики.